# Halmstads Eldsjälar
Halmstads Eldsjälar är sedan 2012 en årligen återkommande gala i Halmstad vars syfte är att hylla och visa uppskattning för de ideella krafterna i Halmstads föreningsliv. Arrangemanget hålls på Halmstads Teater under januari månad.
Galan arrangeras genom ett samarbete mellan Halmstads kommun (Halmstad & Co, Kulturförvaltningen och teknik- och fritidsförvaltningen) samt Hallands Bildningsförbund och Hallands idrottsförbund.

## Prisutdelare Halmstads Eldsjälar 2011
- Inom kultur – Tobias Persson, komiker
- Inom idrott – Ulf Sivertsson, tränare HK Drott Halmstad
- Utom kultur & idrott – Ann-Charlotte Westlund, Kommunfullmäktiges ordförande

## Pristagare Halmstads Eldsjälar 2011
- Årets kvinnliga eldsjäl inom kultur – Modesty Sofronenkoff, Galleri 70
- Årets manliga eldsjäl inom kultur – Hans Cronheim, Halmstads Filmstudio
- Årets kvinnliga eldsjäl inom idrott – Cecilia Losvik, Halmstads Rytmiska Gymnastikförening
- Årets manliga eldsjäl inom idrott – Mats "Hoss" Nilsson, Halmstad HP IF
- Årets kvinnliga eldsjäl utanför idrott och kultur – Maj-Inger Sunesson, Eldsberga-Tönnersjö EFS Scoutkår samt Svenska Kyrkan Eldsbergabygdens Församling
- Årets manliga eldsjäl utanför idrott och kultur – Peter Karlborg, Livräddarna Tylösand